# Kingoyi missionsstation

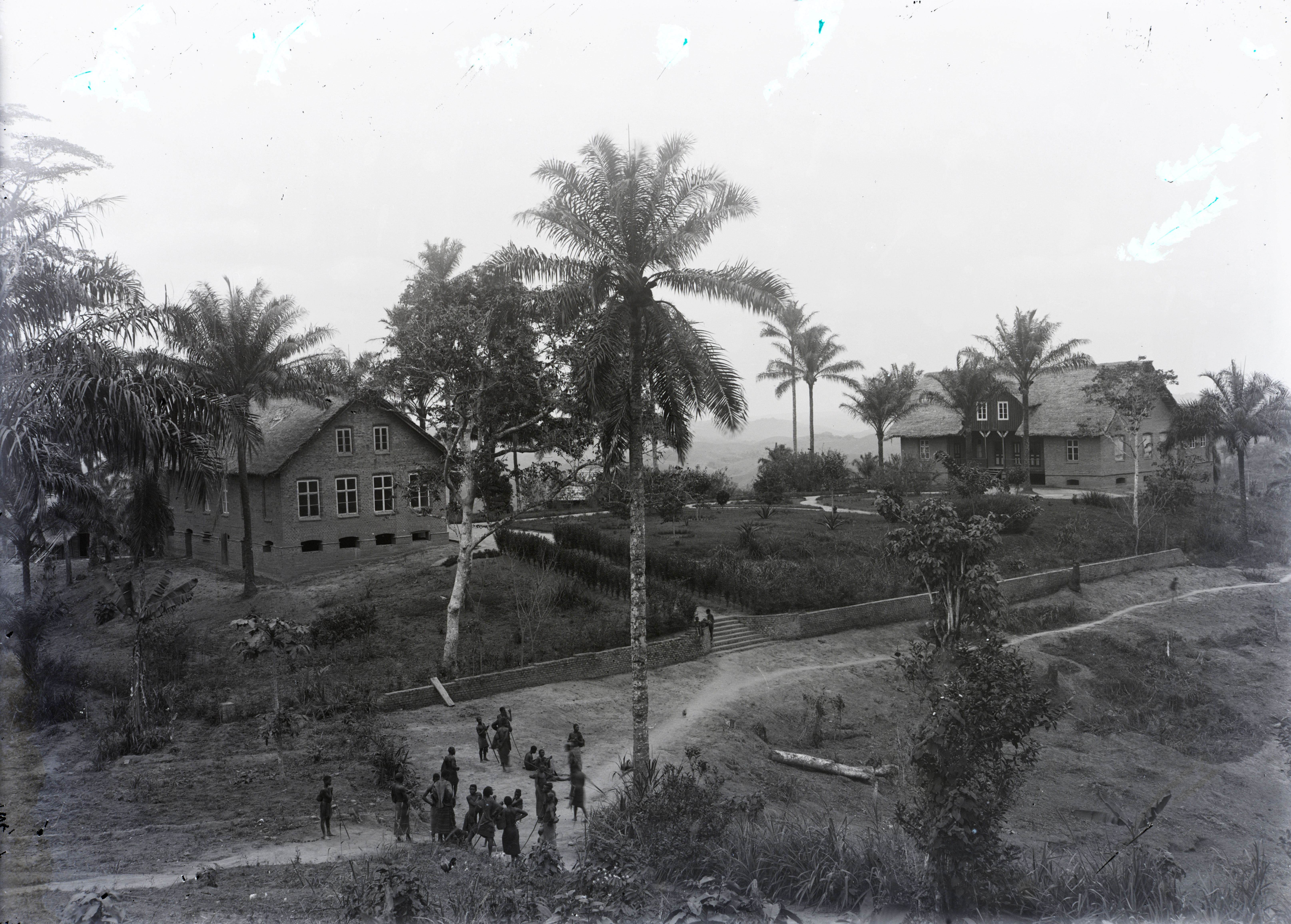
Den så kallade "seminariekullen" vid Kingoyi missionsstation med skolan, till vänster, och boningshuset för missionärerna. Bilden är tagen efter 1912 eftersom det var det året som skolan (seminariet) blev färdig. Fotograf: Karl Edvard Laman.

Kingoyi missionsstation är en missionsstation som ligger i byn Kingoye i nuvarande distriktet Cataractes, provinsen Kongo-Central, Demokratiska republiken Kongo.

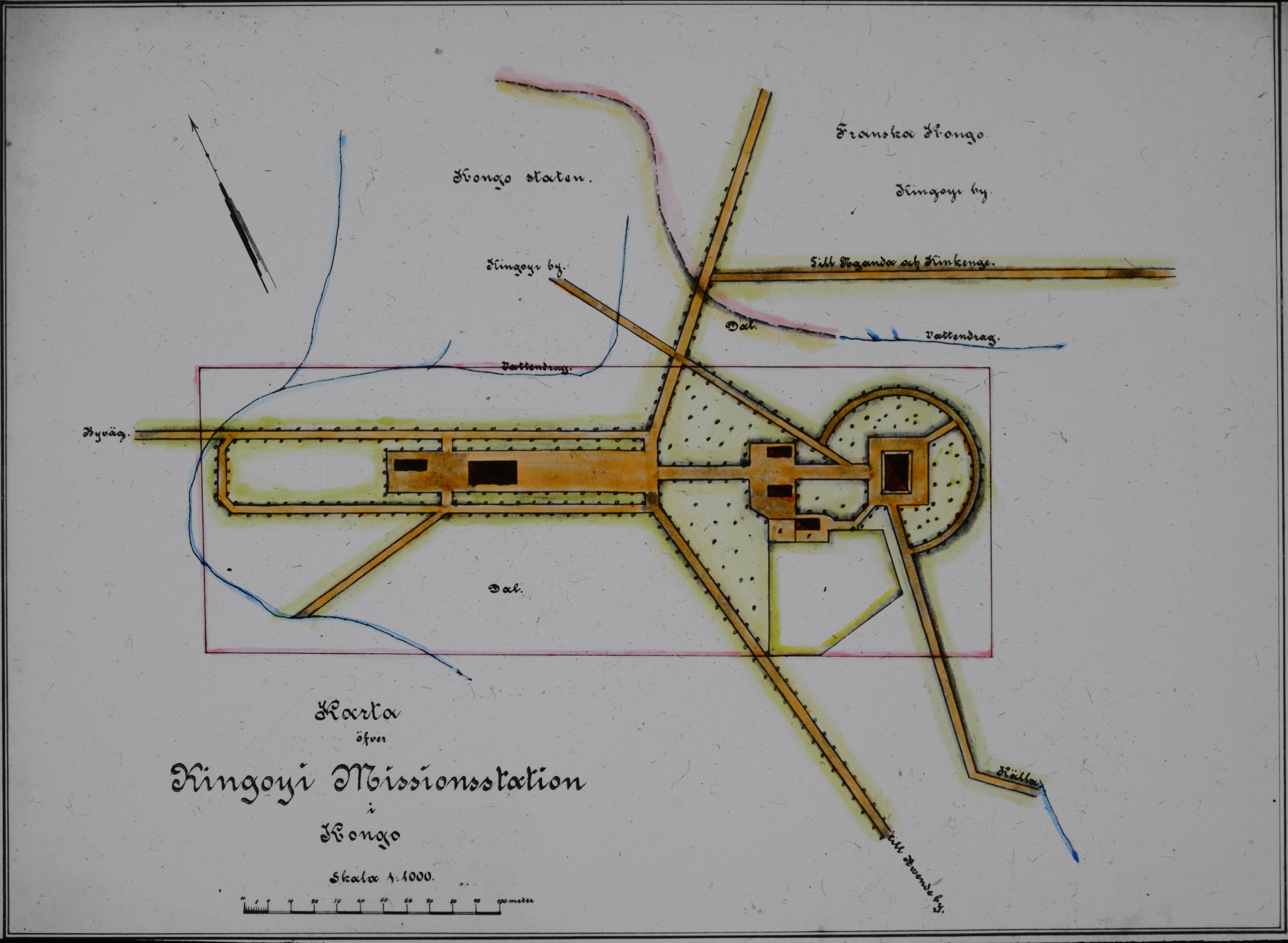
Karta över missionsstationen vid Kingoyi. Kartan visar byggnaderna före 1911 innan den större skolan (seminariekullen) byggdes.

Missionsstationen grundades 1900 av Svenska Missionsförbundet (S.M.F.) som en del av den svenska kongomissionen. Vid denna tid låg orten i dåvarande Kongofristaten precis på gränsen mellan nuvarande Kongo Kinshasa och Kongo Brazzaville. De svenska missionärerna Carl Niklas Börrisson, Svante August Flodén och Ernst Storm genomförde rekognoseringsresor under år 1900 och kom till byn samma år. Platsen ansågs lämplig eftersom den låg centralt i det område där svenska missionärer verkade vid tiden. Per Olof Wirén blev föreståndare och Johan A. Johnell byggde första huset vilket påbörjades redan 1898. Andreas Walder och Josef Ekstam arbetade vidare med anläggningen inklusive terrasseringar och planteringar. År 1911-1912 byggdes seminariet på Kingoyi, den så kallade "seminariekullen" vilken utgjordes av två större tegelbyggnader, en fungerade som skola och den andra utgjorde lärarbostaden. Vid denna tid hade kurser hållits i Madzia och Musana i Kongo Brazzaville, men utbildningen av evangelister och lärare kom från denna stund att förläggas vid Kingoyi. Edvard Karlman ansvarade för detta arbete. Också ett sjukhus anlades vilket var ett av de första i området. Detta låg bakom själva kyrkan och det var Georg Palmaer som byggde upp en centraliserad sjukvård dit de gick sjuktransporter. Palmaer var framgångsrik i att bekämpa framför allt sömnsjuka och malaria. År 1915 inrättades ett museum vid seminariet. Samlingarna överfördes senare till Kimpese och dess seminarium. I början av 1980-talet överfördes museisamlingarna till ett nybyggt museum i Luozi. Delar av samlingarna finns kvar 2013.
1923 flyttades sjukhuset och Palmaer till Kibunzi eftersom dess läge så nära den franska kolonigränsen komplicerade verksamheten då franska kolonistaten hade förbjudit missionsverksamhet över gränsen.
1937 inleddes samarbete med amerikanska och engelska missionerna och utbildningsverksamheten förflyttades till Kimpese. I samband med de båda Kongostaternas självständighet 1961 blev kyrkorna som bildats under SMFs mission självständiga.
Andra svenska missionärer som var verksamma vid stationen var Josef Ekstam (i Kongo 1904-1925) , Anders Walder (i Kongo 1902 - 1922), Per Markus (1901-1904), Josef Öhrneman (1926), Karl och Märta Aldén (1920-tal), Selma Ekström (1920-tal), Oscar och Rut Stenström (1933-1936), Hemming Andermo (1934-1937), Alf och Ebba Skoghed (1938-1946) och Rut Lindahl (1950-tal). Av de kongolesiska lärarna som var verksamma vid Kingoyi är Jeremia (född 1893) och hans fru Rebecka (Lebeka) mest kända.
Svensk mission har fortfarande (2016) verksamhet på stationen. SMF fortsatte sitt arbete i både Kongo Brazzaville och Kongo Kinshasa efter självständigheten 1961 och det finns ett nära samarbete mellan det nya samfundet Equmeniakyrkan och systerkyrkorna i de båda Kongostaterna.